# 達姆施羅德岩
85°38′S 69°14′W / 85.633°S 69.233°W
達姆施羅德岩（英語：Damschroder Rock）是南極洲的岩石，位於伊利沙伯女皇地，屬於彭薩科拉山脈的一部分，海拔高度1,595米，美國地質調查局根據測量和美國海軍拍攝的空中照片繪入地圖，現時由南極條約體系管理。